# Менлох (восточный)
Менлох (англ. Menlough [ˈmɛnlɔ:x]; ирл. Mionlach) — деревня в Ирландии, находится в графстве Голуэй (провинция Коннахт).